# Ejido las Ánimas
Ejido las Ánimas är en ort och ejido i Mexiko, tillhörande kommunen Aculco i den nordvästra delen av delstaten Mexiko, i den centrala delen av landet. Orten hade 176 invånare vid folkräkningen 2010.